# Andreas Aubert

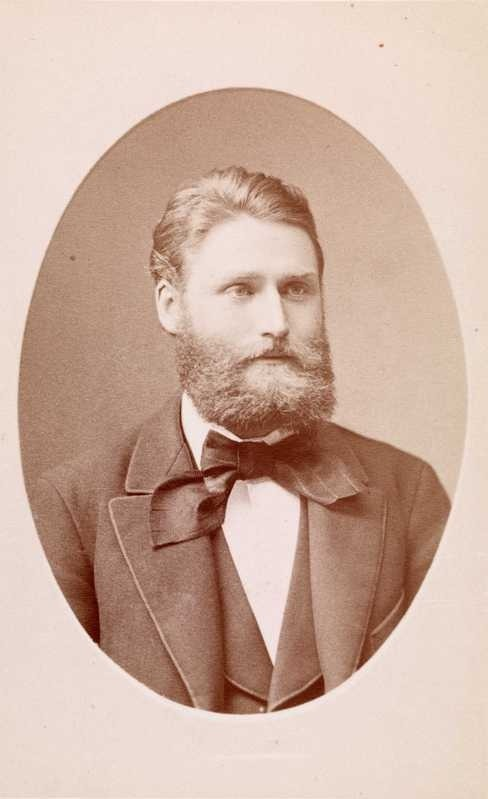
Andreas Aubert, um 1875

Fredrik Ludvig Andreas Vibe Aubert (* 28. Januar 1851 in Christiania; † 10. Mai 1913 ebenda) war ein norwegischer Kunsthistoriker und Kunstkritiker. Er gilt als der Wiederentdecker des Werkes von Caspar David Friedrich im 20. Jahrhundert. 

## Leben
Andreas Aubert wurde als Sohn des Philologen Ludvig Cesar Martin Aubert (1807–1887) und seiner Frau Ida Dorothea Maribo (1811–1900) in Christiania geboren. Er besuchte von 1869 bis 1871 die Statens håndverks-og kunstindustriskole, bevor er Theologie studierte und 1877 einen Abschluss als cand.theol. erlangte. 1878 bis 1895 arbeitete Aubert als Lehrer an Aars und Voss. In den Ferien unternahm er Studienreisen nach Paris, Deutschland und Italien. 1886 heiratete er Martha Johanne Védastine Moe (1855–1933). 1895 gewann er mit grundlegenden Studien zur Kunst des Malers Johan Christian Clausen Dahl ein jährliches Regierungsstipendium, das ihm gestattete, seine Laufbahn als Lehrer zu beenden und sich der Kunstkritik sowie kunsthistorischen Forschung zu widmen. 

## Werk
Aubert schrieb seine ersten Kunstkritiken im Jahr 1878 und dann regelmäßig bis 1882 für das Morgenbladet, später in Aftenposten. Er erwarb sich einen Ruf als einer der wichtigsten norwegischen Kunstkritiker. Seine Neigung galt dem Naturalismus mit Raum für den subjektiven Ausdruck der Poesie. Aubert war ein Anwalt für ein unverwechselbares norwegisches Gefühl in der neuen Freilichtmalerei, insbesondere der Fleskumsommeren Künstlergruppe. Er beriet den Kunstsammler Olaf Schou und ermunterte die Osloer National Galerie zum Ankauf von Bildern Edvard Munchs. Zudem stand er in regem Austausch mit dem norwegischen Künstler Gerhard Munthe.
Die umfangreichste kunsthistorische Arbeit Auberts behandelt den Maler Johan Christian Clausen Dahl, über dessen Leben und Werk er 1896 seine Dissertation verfasste. Studien entstanden auch zu Edvard Munch, Pierre Puvis de Chavannes, Arnold Böcklin, Max Klinger, Gabriel von Max, Thomas Fearnley, Gerhard Munthe und Vilhelm Hammershøi. Die Künstler der psychologischen orientierten Malerei beschrieb er als „Neurastheniker“. Es entstand anlässlich der Weltausstellung in Paris 1889 eine Reihe von Aufsätzen über die französische Malerei, den Impressionismus, Claude Monet und Jean-François Millet.
Aubert entdeckte zu Beginn des 20. Jahrhunderts das Werk des Malers Caspar David Friedrich wieder. In der Zeitschrift Kunst und Künstler veröffentlichte er 1906 einen Artikel über den Maler sowie „Fragmente aus Friedrichs Tagebüchern und Gedichten, die er entdeckte, dazu Zeichnungen aus Friedrichs Skizzenbüchern, die sich im Besitze seines Enkels vorfanden“. Andreas Aubert legte die ersten Grundlagen für die neuere Friedrich-Forschung. Seine fragmentarisch gebliebene Biografie über den Romantiker wurde 1915 posthum unter dem Titel Gott, Freiheit, Vaterland mit einem patriotisch vereinnahmenden Vorwort veröffentlicht und als Appell an den Durchhaltewillen der Deutschen im Ersten Weltkrieg genutzt. Aubert interpretierte Friedrichs Kunst als Verkörperung des nordisch-romantischen Naturgefühls. In den Kreisen der deutschen Kunsthistoriker des frühen 20. Jahrhunderts war Aubert eine bekannte Persönlichkeit. Unter anderem stand er im Austausch mit Alfred Lichtwark, Julius Meier-Graefe und Bruno Cassirer. Sein Interesse erstreckte sich auch auf andere Maler der Romantik wie etwa Philipp Otto Runge. Auber verfasste zu dem Maler die erste Monografie, die 1909 in deutscher und 1911 in norwegischer Sprache erschien. In einer Zeit vorwiegend stilgeschichtlicher Forschungen erkannte er, dass man dem Phänomen Runge nur im geistesgeschichtlichen Rahmen der deutschen Frühromantik gerecht werden kann.

„Andreas Aubert […] hat zu einer gewissen Zeit seines Lebens geschwankt, ob er Maler oder Kunsthistoriker werden sollte. In Paris gelangte er zu der Entscheidung. Dort gewann er auch Fühlung mit der modernen Kunst; er hat Manet eine feine Skizze gewidmet und ist in Norwegen […] immer ein Vorkämpfer für gute Kunst gewesen. Der impressionistischen Bewegung brachte er Interesse entgegen, weil der Impressionismus, wie er sich ausdrückte, die Palette reinigte […]. Allein es ist nicht nur der Forscher, der an Auberts Werken anzieht, sondern es spricht aus ihnen lebendig auch eine ungewöhnlich schöne menschliche Persönlichkeit. Andreas Aubert war so recht, was die Römer eine anima candida nannten. Er war eine reine Seele, eine echte Künstlernatur, der das Zarte, Innige, Reine und Tiefe am nächsten lag.“

## Werke (Auswahl)
- Thomas Fearnley. En biografisk skisse. Ved Kunstforeningens hundredeaars-utstilling av hans værker. Kristiania 1903.
- Die malerische Dekoration der San Francesco Kirche in Assisi. Ein Beitrag zur Lösung der Cimabue-Frage. Aus dem Norwegischen von Cläre Greverus. Hiersemann, Leipzig 1907.
- Runge und die Romantik. Cassirer, Berlin 1909. (Rezension in: Oskar Rosenfeld: Andreas Aubert: Runge und die Romantik. In: Pester Lloyd, 20. August 1911, S. 20 (online bei ANNO).)
- Die Norwegische Malerei im XIX.Jahrhundert, 1814 bis 1900. Aus dem Norwegischen übersetzt von Walter Schmidt. Klinkhardt & Biermann, München 1910.
- Caspar David Friedrich. Gott, Freiheit, Vaterland. Aus dem Nachlass des Verfassers herausgegeben im Auftrage des Deutschen Vereins für Kunstwissenschaft von Guido Joseph Kern. Übersetzung aus dem Norwegischen von Luise Wolf. Berlin 1915
- Die nordische Landschaftsmalerei und Johan Christian Dahl. Safari-Verlag, Berlin 1947.

## Weblink
- Andreas Aubert in der Norwegischen Enzyklopädie